# Микровэн
Микровэн — фургон, попадающий под японскую классификацию kei-cars или ей подобные. В некоторых регионах этот класс автомобилей не дорогой и широко используется малым бизнесом.
Большинство микровэнов имеют две передние двери, две скользящие двери и большую заднюю. Количество сидячих мест варьируется от двух до девяти, эти места обычно очень узкие и с вертикальными спинками, чтоб вместить в салон.

## Галерея

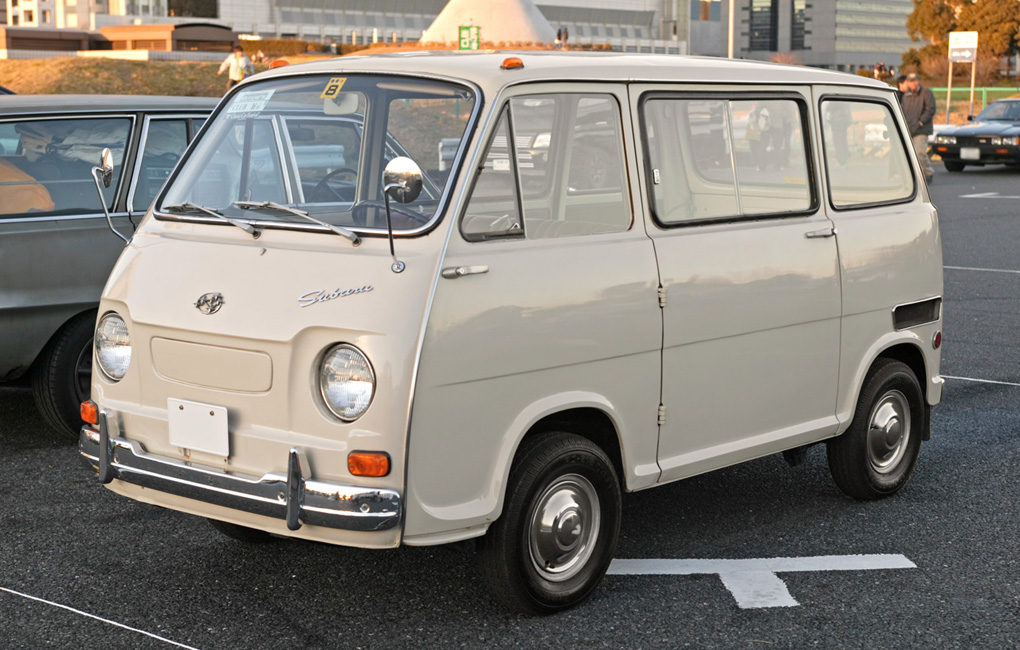
Subaru Sambar
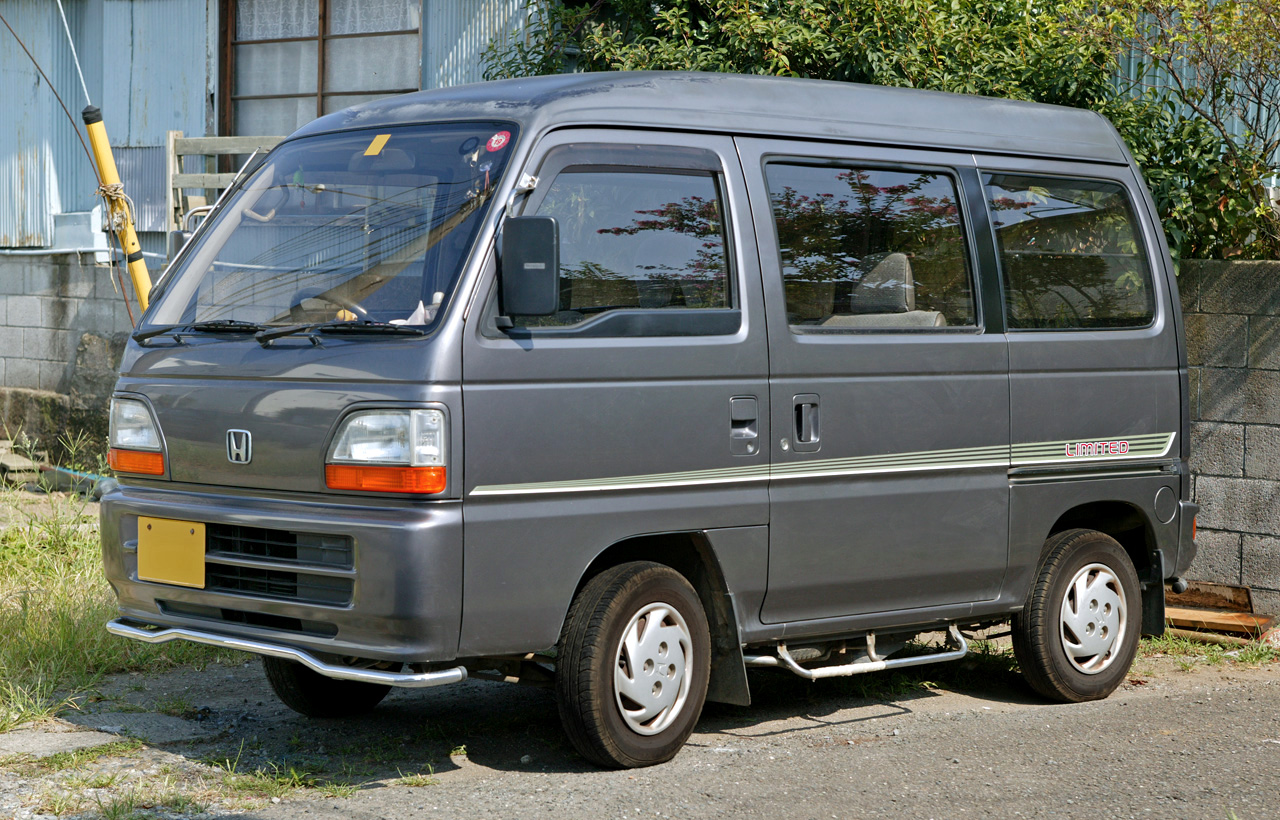
Honda Acty
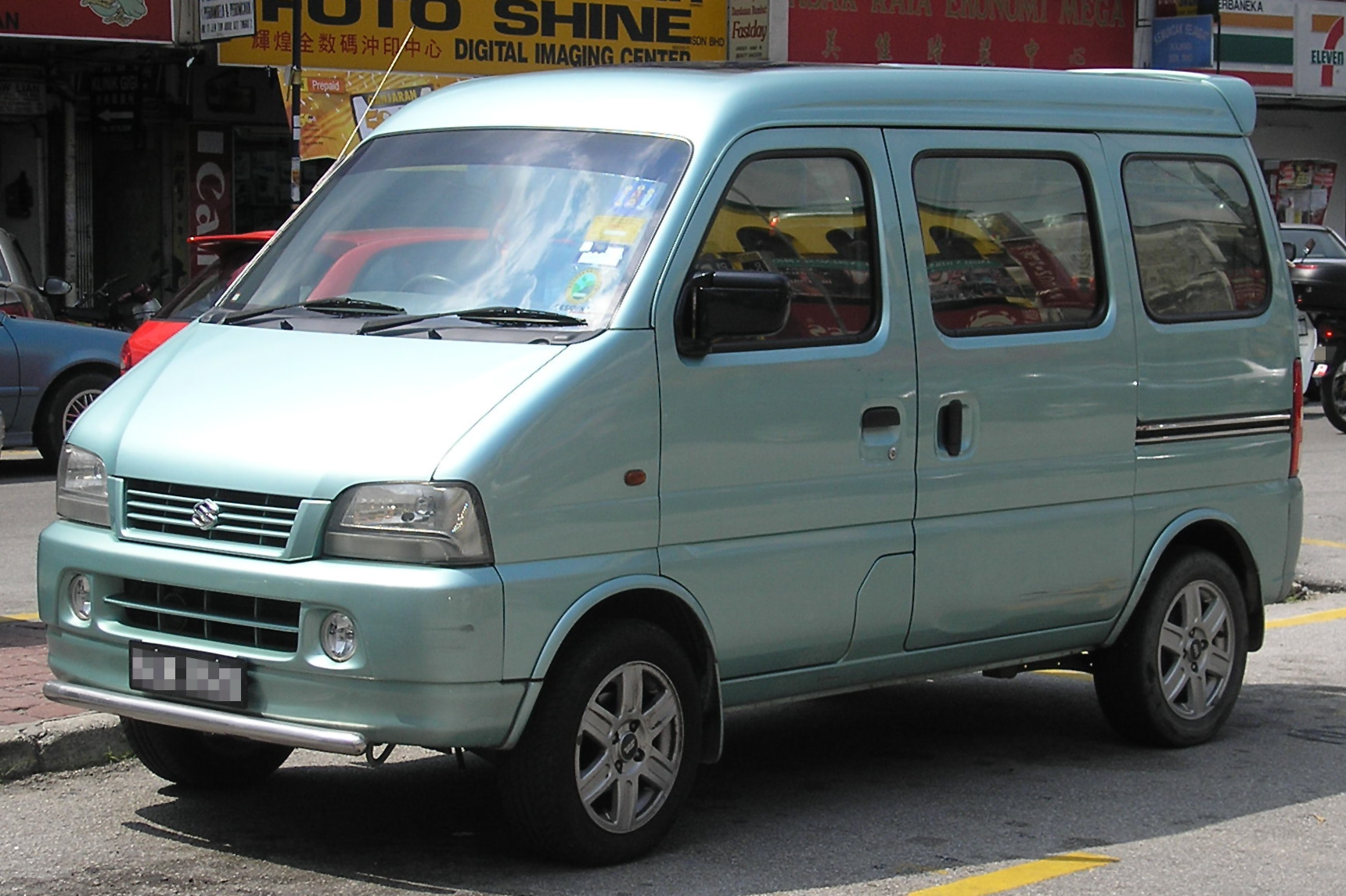
Suzuki Carry /E-RV or Maruti Versa
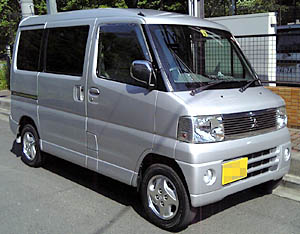
Mitsubishi Town Box
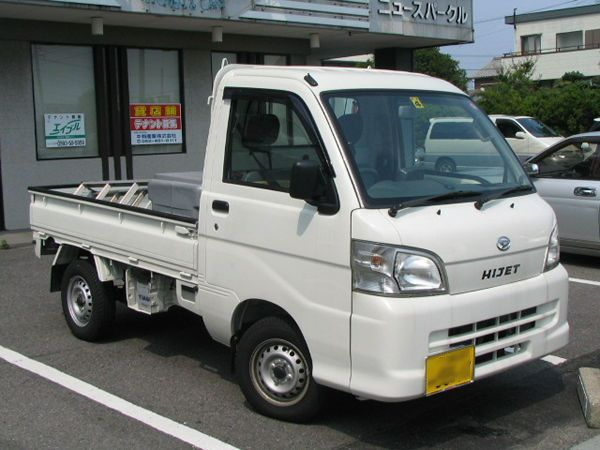
Daihatsu Hijet
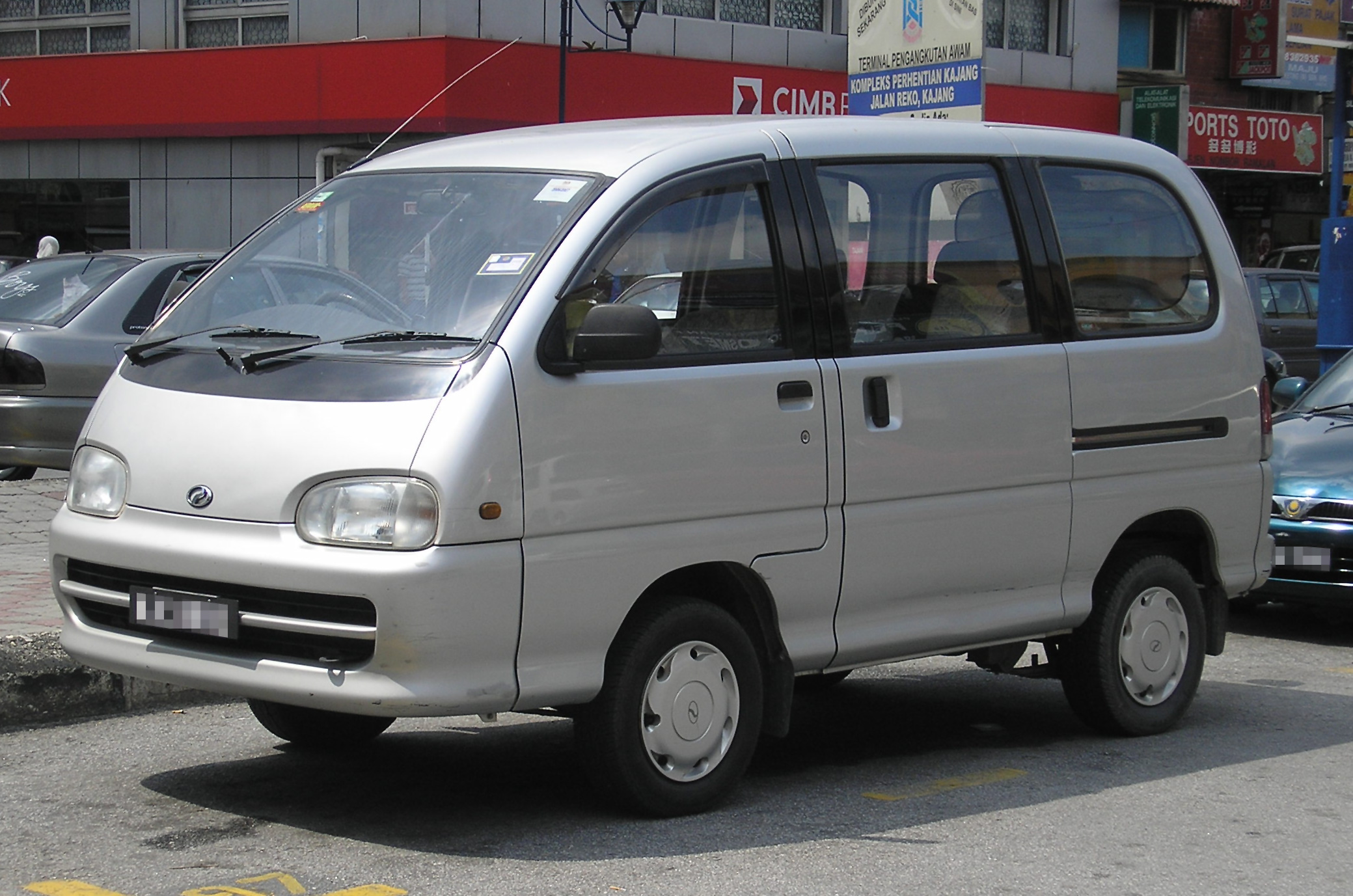
Perodua Rusa
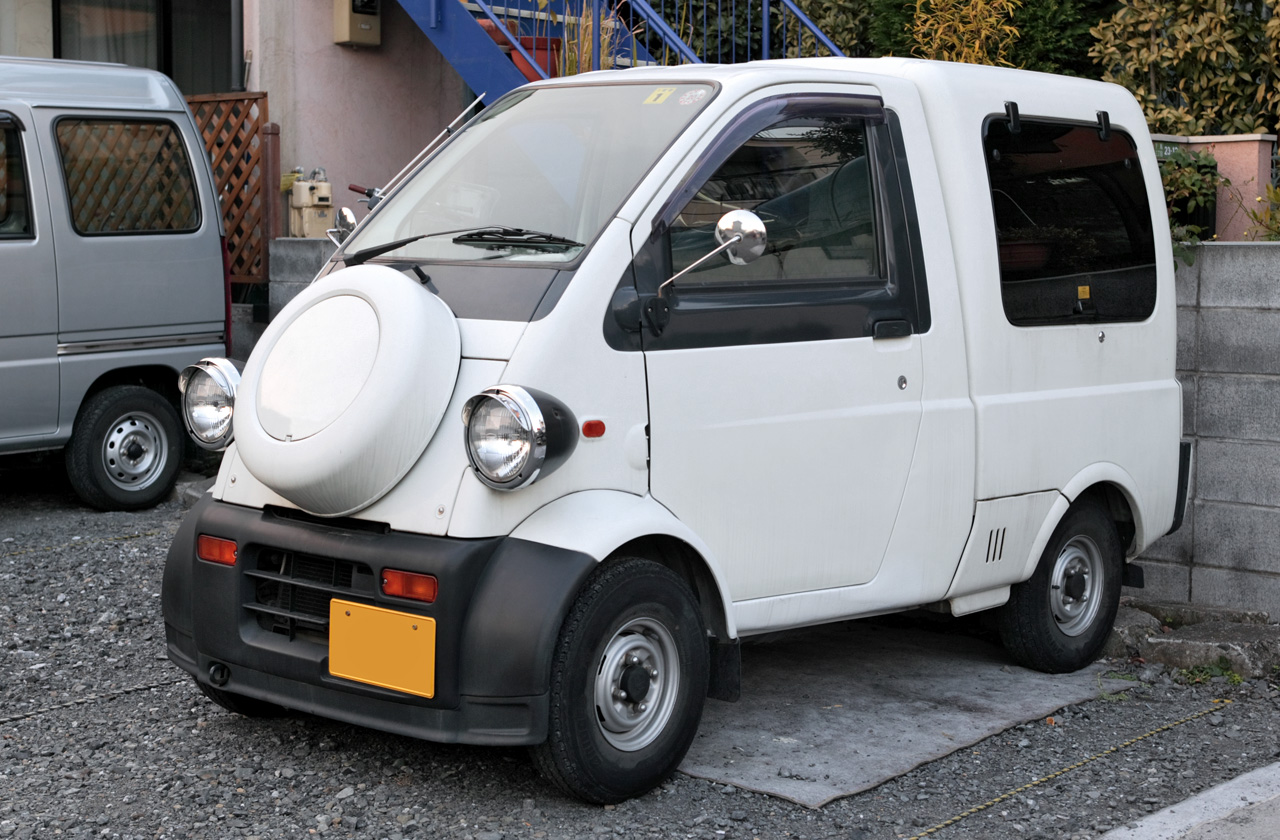
Daihatsu Midget II Cargo